# Lista aktywnych okrętów podwodnych typu Los Angeles
Lista okrętów podwodnych typu Los Angeles, które nadal pozostają w służbie pogrupowana według portu macierzystego.

## Naval Submarine Base New London(Groton)
- USS "Philadelphia" (SSN 690)
- USS "Memphis" (SSN 691)
- USS "Dallas" (SSN 700)
- USS "Albuquerque" (SSN 706)
- USS "Augusta" (SSN 710)
- USS "Providence" (SSN 719)
- USS "Pittsburgh" (SSN 720)
- USS "San Juan" (SSN 751)
- USS "Miami" (SSN 755)
- USS "Alexandria" (SSN 757)
- USS "Annapolis" (SSN 760)
- USS "Springfield" (SSN 761)
- USS "Hartford" (SSN 768)
- USS "Toledo" (SSN 769)

## Naval Station Norfolk,(Norfolk)
- USS "Jacksonville" (SSN 699)
- USS "Hyman G. Rickover" (SSN 709)
- USS "Norfolk" (SSN 714)
- USS "Oklahoma City" (SSN 723)
- USS "Newport News" (SSN 750)
- USS "Albany" (SSN 753)
- USS "Scranton" (SSN 756)
- USS "Boise" (SSN 764)
- USS "Montpelier" (SSN 765)
- USS "Hampton" (SSN 767)

## Naval Base Pearl Harbor, (Pearl Harbor)
- USS "Los Angeles" (SSN 688)
- USS "Bremerton" (SSN 698)
- USS "La Jolla" (SSN 701)
- USS "Buffalo" (SSN 715)
- USS "Olympia" (SSN 717)
- USS "Chicago" (SSN 721)
- USS "Key West" (SSN 722)
- USS "Louisville" (SSN 724)
- USS "Pasadena" (SSN 752)
- USS "Columbus" (SSN 762)
- USS "Santa Fe" (SSN 763)
- USS "Charlotte" (SSN 766)
- USS "Tucson" (SSN 770)
- USS "Columbia" (SSN 771)
- USS "Greeneville" (SSN 772)
- USS "Cheyenne" (SSN 773)

## Naval Submarine Base,San Diego
- USS "Helena" (SSN 725)
- USS "Topeka" (SSN 754)
- USS "Asheville" (SSN 758)
- USS "Jefferson City" (SSN 759)

## Naval Forces Marianas,Apra Harbor,Guam
- USS "Houston" (SSN 713)
- USS "City of Corpus Christi" (SSN 705)

## Puget Sound Naval Shipyard,Bremerton,  Washington
- USS "San Francisco" (SSN 711): po remoncie przejdzie do San Diego.